# 다니엘레 포르타노바
다니엘레 포르타노바(이탈리아어: Daniele Portanova, 1978년 12월 17일 ~ )는 이탈리아의 전 축구 선수로, 현역 시절 포지션은 센터백였다.